# Mark Loane

a Compétitions nationales et continentales officielles uniquement.

b Matchs officiels uniquement.
 Mark Edward Loane, né le 11 juillet 1954 à Ipswich dans le Queensland, Australie, est un joueur de rugby à XV évoluant au poste de troisième ligne centre. Il est international australien à 28 reprises entre 1973 et 1982, occupant le poste de capitaine à six reprises. Il est également capitaine du Queensland, équipe dont il porte les couleurs lors de l'essentiel de sa carrière.

## Carrière
Fils d'un joueur de Rugby league, il devient joueur de l'University, avec lequel il remporte le championnat du Queensland en 1973, il joue dès cette année avec l'équipe de la province. Il sera plus tard capitaine de celle-ci, rencontrant de nombreuses équipes nationales en tournées en Australie, dont les Fidji et le pays de Galles.
Lors de cette même année 1973, il obtient ses deux premières sélections avec les Wallabies, contre l'équipe des Tonga, disputant son premier test le 23 juin 1973. Il joue ensuite contre la Nouvelle-Zélande à Sydney en mai 1974. L'année suivante, il participe à deux tests contre Angleterre, inscrivant un essai lors du premier, puis un test contre le Japon. Le mois de janvier suivant, il dispute deux nouveaux tests, face aux Anglais à Twickenham puis l'Irlande à Lansdowne Road. En juin 1976, il dispute trois tests face aux Fidi. En octobre, novembre, il participe à une tournée en France, ponctuée de deux tests perdus face aux Français. Il doit ensuite attendre juin 1978 pour retrouver une place au sein des Wallabies, lors de deux victoires face au pays de Galles, inscrivant un essai lors du deuxième test. L'anne suivante, c'est l'Irlande qui perd deux tests en australie. Le mois suivant, pour son premier match en tant que capitaine des Wallabies, il conduit son équipe à la victoire, 12 à 6, face aux All Blacks,. Cette victoire permet aux Australiens de remporter la Bledisloe Cup, la première remportée depuis celle remportée sur le sol néo-zélandais en 1949. 
Il est également le capitaine de l'équipe qui se rend en Argentine pour disputer deux tests face aux Pumas, defaite lors du premier puis victoire.
Il est invité à disputer une rencontre avec les SA Baa Baas, Barbarians sud-africain, face aux Lions britannique et Irlandais lors de la tournée 1980 de ces derniers en Afrique du Sud[réf. souhaitée].
Après avoir terminé ses études en médecine, il se rend en Afrique du Sud pour pratiquer. Il y pratique le rugby avec le Natal, obtenant même une sélection avec l'équipe des Junior Sprinboks.
Revenu en Australie, il retrouve le Queensland et les Wallabies. Avec ces derniers, il affronte deux fois les Français en juillet 1981 en Australie, puis se rend en tournée en Europe, disputant les tests face à l'Irlande, le pays de Galles, l'Écosse et l'Angleterre, retrouvant un rôle de capitaine lors de ce match. Le mois de juillet suivant, il dispute deux nouveaux tests, face aux Écossais, de nouveau en tant que capitaine. Le deuxième test, le 10 juillet 1982, est le dernier match qu'il dispute sous le maillot des Wallabies.
Il a disputé son dernier test match contre l'équipe d'Écosse, le 10 juillet 1982. 

## Palmarès
- Nombre de test matchs avec l'Australie : 28
- Test matchs par année : 2 en 1973, 1 en 1974, 3 en 1975, 7 en 1976, 2 en 1978, 5 en 1979, 5 en 1981, 3 en 1982